# Desactivació d'explosius

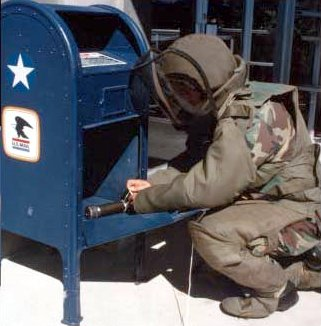
Agent del FBI, amb un vestit antiexplosius, durant un entrenament de desactivació.

La desactivació d'explosius és el procés per mitjà del qual un artefacte explosiu és desactivat a un estat segur. La desactivació d'explosius i bombes es va formalitzar durant la Primera Guerra Mundial. La gran producció d'armament i municions, va conduir a diversos defectes en la seva fabricació i una quantitat considerable d'aquestes municions, disparades per tots dos bàndols, van ser trobades sense detonar. Aquests artefactes representaven un risc per a qualsevol persona que es trobés en la proximitat i en resposta, l'exèrcit britànic va organitzar una unitat d'Examinadors d'Artilleria del Cos d'Artilleria de l'Exèrcit Reial per tal d'afrontar aquest tipus de situacions.